# Decreto Balduzzi
Il decreto-legge 13 settembre 2012, n. 158 noto anche come decreto Balduzzi dal nome del Ministro della Salute Renato Balduzzi del governo Monti è un atto normativo della Repubblica Italiana.
Convertito in Legge 8 novembre 2012, n. 189, rappresenta una norma di riforma della sanità in Italia.

## Storia
È uno dei principali provvedimenti presi dal governo italiano, dalla fine del 2011 presieduto da Mario Monti. Rappresenta la rivisitazione e correzione del ddl Fazio -  dal nome del ministro della sanità Ferruccio Fazio - approvato nel 2010 dal Governo Berlusconi, e nell'ottobre 2011 dalla Camera dei deputati.

## Descrizione

### Analisi e contenuto
Il decreto ha riguardato in particolare la riorganizzazione dei servizi sanitari in Italia e la regolamentazione dell'attività medica e scientifica. Di seguito i principali contenuti:
- assistenza sanitaria territoriale: riguarda la riorganizzazione delle cure primarie e la loro "deospedalizzazione", integrazione monoprofessionale e multiprofessionale dei medici, i pediatri di libera scelta, gli specialisti ambulatoriali, sviluppo dell'ICT quale strumento irrinunciabile per l'aggregazione funzionale e per l'integrazione delle cure territoriali e ospedaliere.
- intra moenia: prevede la possibilità per i medici delle aziende sanitarie di operare negli studi privati.
- medicina difensiva: si regola la responsabilità professionale di chi esercita professioni sanitarie per contenere il fenomeno della cosiddetta medicina difensiva che determina la prescrizione di esami diagnostici inappropriati al solo scopo di evitare responsabilità civili, con gravi conseguenze sia sulla salute dei cittadini, sia sull'aumento delle liste di attesa e dei costi a carico delle aziende sanitarie.
- trasparenza sulla scelta dei direttori generali e dei primari: vengono introdotti rigidi criteri di selettività dei direttori generali delle aziende sanitarie che dovranno essere nominati dalle Regioni attingendo da un elenco regionale di idonei. Per i primari viene istituita una procedura selettiva affidata a primari della stessa disciplina, ma non della stessa Asl, sorteggiati a livello nazionale. Ogni direttore generale dovrà scegliere il primario necessariamente entro la rosa dei primi tre candidati.
- nuovi LEA: si aggiornano i LEA tenendo conto anche di nuove patologie emergenti con riferimento prioritario alla malattie croniche, alle malattie rare e al fenomeno della ludopatia.
- limitazioni vendita tabacchi: viene innalzata da 16 a 18 anni l'età minima per la vendita di tabacchi e prodotti per il fumo. Sono applicati sanzioni per gli esercenti da 500 a 2000 euro con la sospensione della licenza per tre mesi in caso di violazione e di recidiva. I distributori automatici di tali prodotti dovranno possedere un sistema automatico di accertamento dell'età degli acquirenti.
- certificati per attività sportiva amatoriale: sono predisposte linee guida per idonee certificazioni mediche e l'effettuazione di controlli sanitari sui praticanti e per la dotazione, nonché l'impiego, da parte di società sportive professionistiche e dilettantistiche di defibrillatori semi-automatici e di altri eventuali dispositivi salvavita.
- ludopatie: limitazione pubblicità dei giochi con vincite in denaro; obbligo di esplicitare le probabilità di vincita e il rischio di dipendenza dal gioco; vietare l'accesso dei minori alle sale ovvero alle aree destinate al gioco; effettuare controlli mirati per verificare il rispetto di norme a tutela dei minori; regolamentazione della presenza dei punti di raccolta del gioco.
- sicurezza alimentare e sanità veterinaria: introduzione di obblighi e divieti relativamente al rischio di consumo di alcuni alimenti, quali latte crudo e pesce crudo. Contrasto alle malattie infettive e diffusive del bestiame.
- farmaci: riguarda la disponibilità dei farmaci innovativi riconosciuti dall'AIFA nelle strutture sanitarie, l'aggiornamento del Prontuario farmaceutico nazionale e la loro sperimentazione clinica.
- edilizia ospedaliera: introduzione di norme che regolano il partenariato pubblico-privato in materia di edilizia sanitaria ampliando la possibilità di collaborazione tra investitore privato e azienda sanitaria pubblica.
- istituto nazionale migrazioni e povertà: riguarda l'accesso alle strutture sanitarie per indigenti e stranieri.
- ricerca sanitaria: si stabiliscono nuove regole per il riconoscimento e la conferma degli Istituti di ricovero e cura a carattere scientifico (IRCCS).
- assistenza al personale navigante: riguarda il trasferimento delle competenze per l'assistenza ai marittimi e al personale dell'aviazione civile dal Ministero della Salute alle Regioni.

### Iter di approvazione
L'iter di approvazione parlamentare del decreto legge fu di circa 60 giorni e avvenne circa due mesi dopo il suo varo. Di seguito i vari passaggi:
- 5 settembre 2012 - Il Consiglio dei Ministri vara il decreto-legge;
- 13 settembre 2012 - Il Presidente della Repubblica Giorgio Napolitano firma il decreto-legge;
- 18 ottobre 2012 - La Camera approva il ddl di conversione del decreto con 269 sì, 65 no e 29 astenuti.
- 31 ottobre 2012 - Il Senato approva, senza apportare modifiche, il ddl di conversione del decreto con 181 sì, 43 no e 23 astenuti;
- 8 novembre 2012 - Il Presidente della Repubblica Giorgio Napolitano firma la legge di conversione del decreto;

## Farmaci off-label
Il testo originario, abrogato dalla legge di conversione, autorizzava l'AIFA ad integrare un farmaco per una data patologia nei casi in cui fosse esistita un'unica alternativa terapeutica autorizzata e con un costo superiore almeno del 50%.

A maggio del 2014, l'AGCM si pronunciò sui farmaci Lucentis e Avastin, un caso particolare nel quale per la cura di alcune forme gravi di tumore esistevano due alternative commerciali, in realtà basate principi attivi con la stessa efficacia terapeutica, ma commercializzati ad un prezzo differente di più di dieci volte l'uno dall'altro.
Balduzzi ha dato anche il parere favorevole al Decreto Legge 36/14 relativo ai farmaci off-label e alle sostanze psicotrope. La norma, riproposta dal ministro Lorenzin, autorizzava il Servizio Sanitario Nazionale, previo parere favorevole dell'AIFA, ad «erogare i medicinali per una indicazione terapeutica non registrata anche quando per la patologia da trattare siano già disponibili medicinali in possesso di autorizzazione all'immissione in commercio», eliminando il duplice requisito dell'unicità dell'alternativa e della differenza minima di prezzo.